# نبوخذ نصر الثالث
نبوخذ نصر الثالث اسمه نيدنتا بل Nidinta-Bel اتخد لقب نبوخذ نصر. بعد سقوط بابل تمرد نبوخذ نصر الثالث وهو الابن الثاني لنبو نيد اخر ملوك الكلدان في بابل، وقاد ثورة للكلدان ضد الاحتلال الفارسي الاخميني لارض بابل في عام 522 ق م في عهد الملك دارا الأول، لكن دارا تمكن من قمع الثورة بعد معركة على نهر دجلة في 13 كانون الأول/ديسمبر من عام 522 ق م وثم انتقلت المعركة إلى نهر الفرات قرب زازانو، وانتهت بهزيمة نبوخذ نصر الثالث وتمكن الفرس من ارجاع بابل تحت السيطرة الاخمينية لكن داريوس الأول قام بتدمير السور الكبير لمدينة بابل وتمكن من قتل نبوخذ نصر الثالث، لكن بعد ذلك خلفه نبوخذ نصر الرابع الذي يرجح بانه ابن نبوخذ نصر الثالث الذي قام بثورة أخرى بعد عام من ثورة نبوخذ نصر الثالث.

## معرض صور

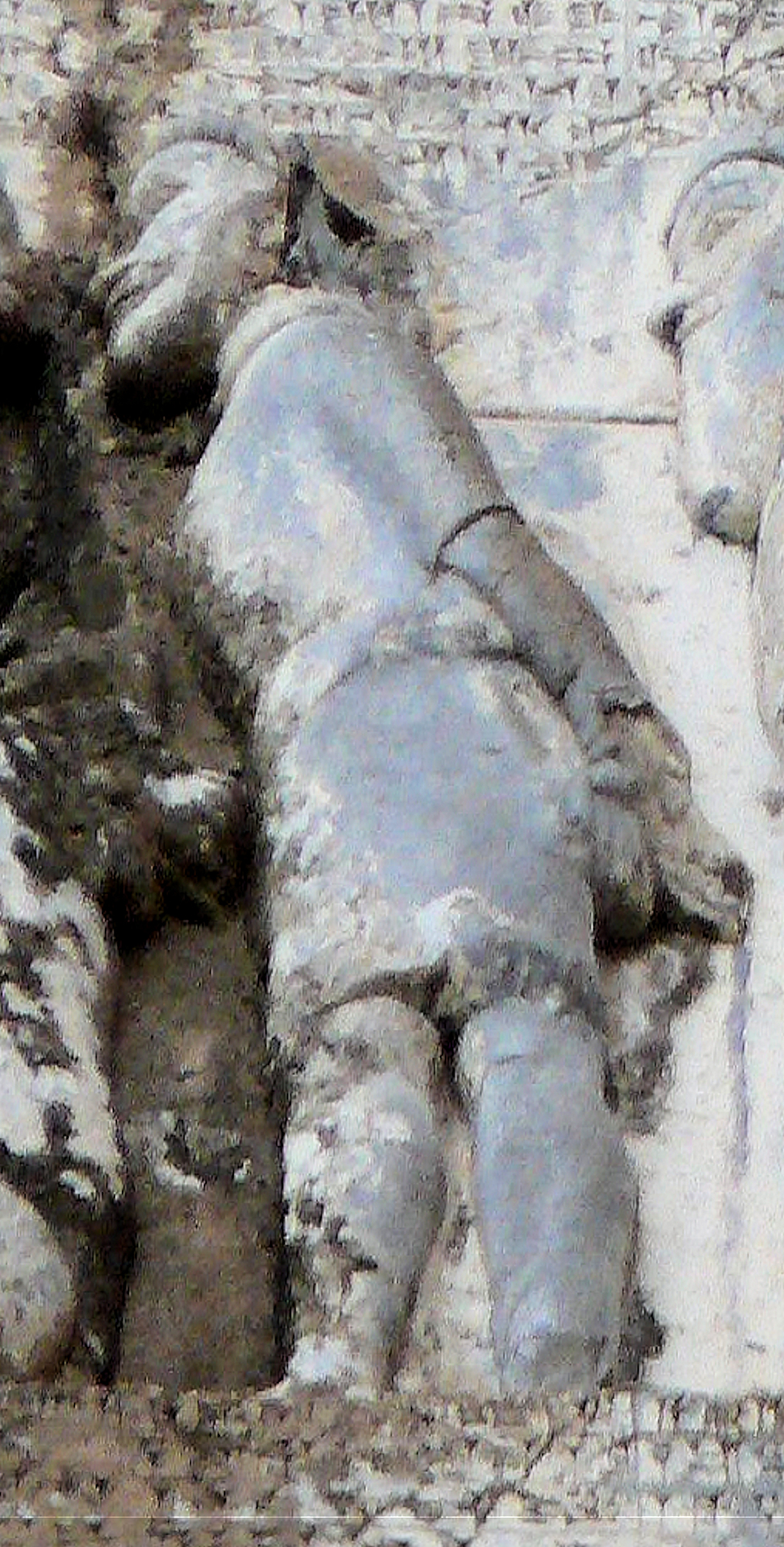
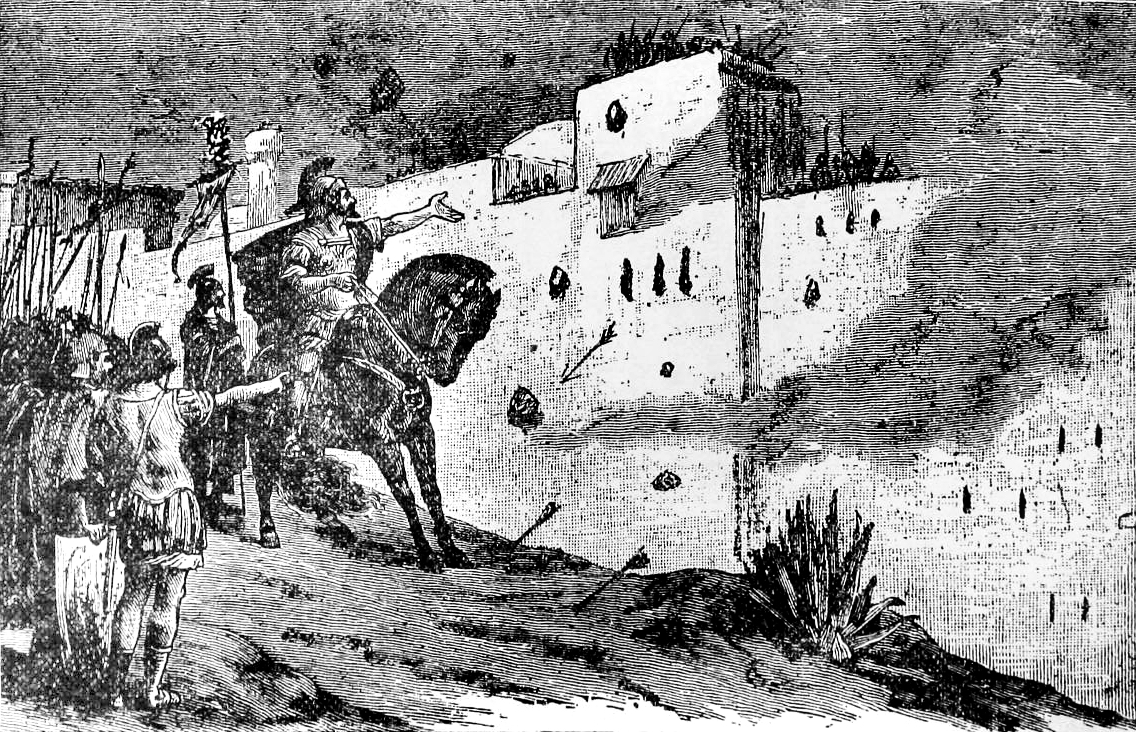
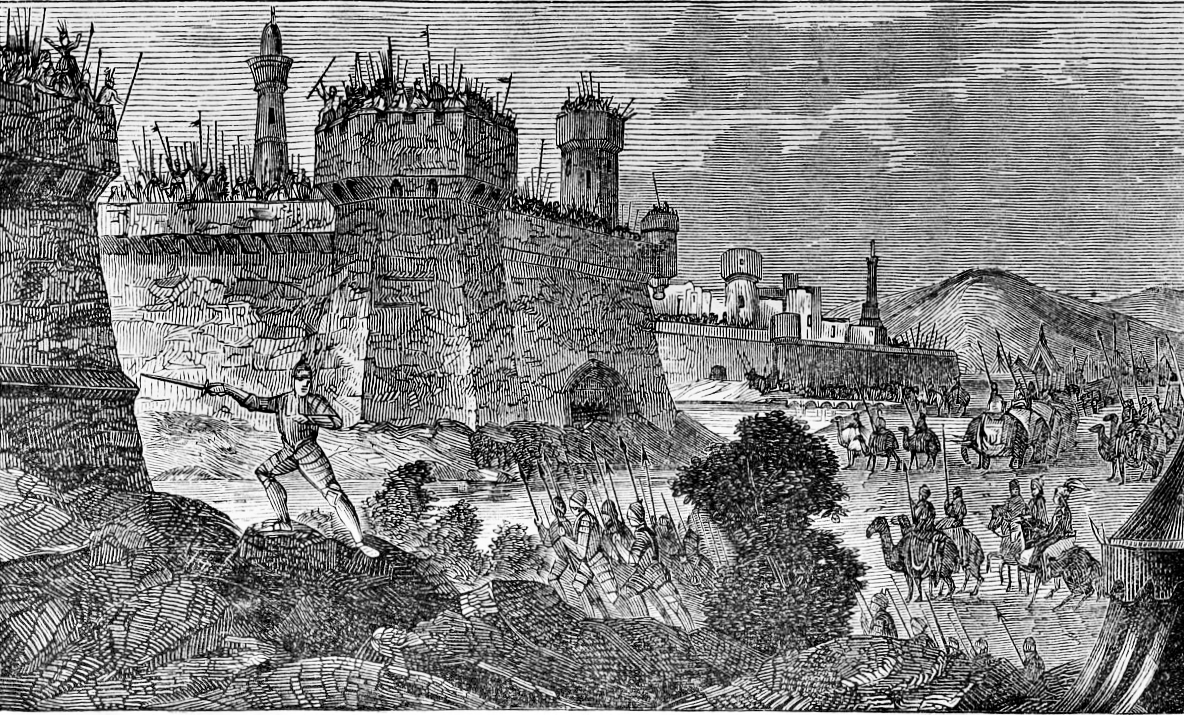